# Irene di Tessalonica
Irene di Tessalonica, o Irene di Salonicco (Aquileia, III secolo – Salonicco, 304), fu una cristiana che subì il supplizio a Tessalonica; è venerata come santa dalla Chiesa cattolica e da quella ortodossa.

## Agiografia

### Da Aquileia a Tessalonica
Non è possibile ricostruire l'intera vita di santa Irene; tuttavia, dalla documentazione originale, si possono dedurre alcuni elementi che ci indicano alcune caratteristiche di questo personaggio e alcune vicende della sua vita.
Irene era la più giovane di tre sorelle; le altre due erano Agape e Chionia. Secondo la tradizione, questi non erano i loro nomi originali: divenute cristiane, furono battezzate e furono loro attribuiti i nomi di Agape, nome con il quale i Greci chiamavano la Carità, la stessa predicata da Paolo di Tarso durante i suoi viaggi; Chionia, che in greco significa neve, a ricordo della purezza; e Irene, che simboleggia la pace. Esse vivevano ad Aquileia ed erano figlie di genitori pagani.
Oltre che ornate di virtù, le tre sorelle dovevano essere anche molto ricche e di nobili origini.
Agape, Chionia e Irene furono sempre additate come modello di santità, da parte degli altri fedeli; alla giovanissima Irene furono addirittura affidati i Libri Sacri contenenti la parola di Dio, ed ella fu sempre una custode affezionata e scrupolosa: li depose dentro delle cassette e li posò insieme ai tanti scrigni che racchiudevano i suoi innumerevoli gioielli.
Nel febbraio del 303 l'imperatore Diocleziano, con il primo editto di Nicomedia, ordinò la distruzione di tutti i libri sacri. Le tre sorelle non tradirono la loro fede: abbandonarono la loro casa e le loro famiglie e si rifugiarono in montagna, dove trascorsero un breve periodo pregando e soffrendo per i mali che il Cristianesimo stava patendo. 
Poco tempo dopo quando il pericolo sembrava ormai scampato, ritornarono in città.
Non sono chiare le motivazioni che spinsero le sante a trasferirsi a Tessalonica e le circostanze entro le quali esse furono catturate; esistono molte versioni dei fatti, nessuna delle quali è da ritenersi attendibile, dato che non sono documentate in alcun modo. Il bollandista Henschenius riportò una pia leggenda: una notte san Crisogono, (martire morto poco tempo prima) apparve in sogno al presbitero di Aquileia, Zoilio, e gli annunciò che entro nove giorni le tre sorelle sarebbero state catturate. Di lì a poco anche Zoilio sarebbe stato arrestato e condannato a morte; preoccupato per la sorte delle tre sante, le fece trasferire a Tessalonica, dove possedevano un'altra casa, e le affidò a santa Anastasia. In questa città, in cui si contavano migliaia di fedeli, avrebbero certamente trovato un rifugio migliore, in quanto, essendo meno conosciute, si sarebbero certamente mischiate tra la grande folla dei Cristiani. Le cure scrupolose di Zoilio e l'affetto di santa Anastasia furono però del tutto inutili: Irene, Agape e Chionia furono scoperte in poco tempo e rinchiuse in carcere.
Tutti questi aneddoti sono ovviamente stati introdotti a causa dell'impossibilità, da parte dell'autore, di giustificare lo spostamento che le tre martiri avevano compiuto da Aquileia alla lontana Grecia; in ogni caso sta di fatto che nel 304 Agape, Chionia e Irene si trovavano a Tessalonica, e qui furono imprigionate in seguito al quarto editto imperiale. Sicuramente le tre sorelle possedevano effettivamente una casa in quella città: questo è deducibile direttamente dal dialogo tra Dulcezio (governatore e presidente del tribunale) e Irene.
È inoltre certo che le tre martiri siano state catturate nella città di Tessalonica, al contrario di quanto sostengono altre versioni dei fatti, e che questa volta non abbiano tentato (o forse non abbiano fatto in tempo) di rifugiarsi in collina. Per qualche tempo dopo la loro morte, infatti, vi fu tra il popolo tessalonicese la credenza che esse siano invece state trovate su un'altura vicino alla città, presso la quale si erano nascoste; del resto molti altri cristiani, in quel periodo furono catturati nei loro rifugi montani ed imprigionati. A distanza di poche decine di anni, in Tessalonica, vi era ancora un colle, il Monte dei Martiri, sul quale, secondo la tradizione, Agape, Chionia ed Irene avevano sofferto, e dove Irene, cantando e lodando Dio, era salita sulla catasta; ma i documenti autentici dimostrano la non veridicità di questa credenza popolare.

### Il martirio

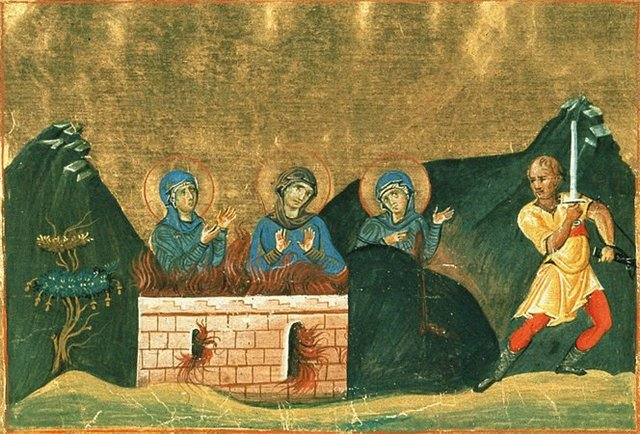
Irene assiste al martirio delle sorelle Chionia e Agape; miniatura dal Menologio di Basilio II

Era la prima metà di marzo del 304; le tre sante sorelle furono presentate davanti a Dulcezio, governatore di Tessalonica e presidente del tribunale, insieme ad altri cristiani: Agatone, Eutichia, Cassia e Filippa. L'accusa mossa contro di loro era di non aver rispettato l'editto di Nicomedia, sottoscritto dall'imperatore Diocleziano; esso ordinava a tutti i cittadini romani di cibarsi delle carni che erano state offerte in sacrificio agli dei. Tutti gli accusatori furono allora spinti a compiere il loro atto di devozione verso gli dei romani e invitati dal presidente a mangiare le carni delle bestie immolate agli dei, ma essi persistettero nel loro rifiuto.

Allora Dulcezio, visto l'ostinato rifiuto da parte degli accusati di rinunciare alla loro fede cristiana, scrisse e pronunciò la sua prima terribile sentenza:
E lesse la sentenza scritta da un foglio: «Poiché Agape e Chionia, con animo ribelle, hanno nutrito opinioni contrarie al divino decreto dei nostri Signori Augusti e Cesari, ed inoltre venerano il culto dei cristiani, vano, antiquato ed odioso a tutte le persone pie, ho ordinato che siano messe al rogo. Ed aggiunse: Agatone, Irene, Cassia, Filippa ed Eutichia, a causa della giovane età, per il momento saranno gettati in carcere.»
Secondo alcuni testi, mentre le sorelle erano in prigione Dulcezio andò a visitarle nottetempo per "cibarsi dei loro amplessi"; tuttavia, per grazia divina, la sua mente fu ottenebrata e invece di entrare nella loro cella egli si introdusse nelle vicine cucine, e iniziò ad amoreggiare con pentole e pignatte come se fossero ragazze.
Alcuni panegirici riportano che le due sante, salite sulla pira, affidarono le loro anime al Signore; Dio, commosso dalle loro estreme e disperate invocazioni, non volle far patire loro ulteriori pene rispetto a quelle che avevano già sofferto: questo era il desiderio che esse avevano espresso durante la loro ultima preghiera. Le fiamme avrebbero dunque ucciso Chionia e Agape, ma lasciarono miracolosamente intatti i loro corpi e le loro vesti.
Passati alcuni giorni, furono rinvenuti gli scrigni appartenenti ad Irene contenenti i Testi Sacri, i quali, sempre secondo il quarto editto imperiale, dovevano essere stati distrutti; la santa fu allora nuovamente condotta di fronte a Dulcezio, il quale la sottopose ad un lungo ed estenuante interrogatorio.
Irene non ebbe alcun timore ad affrontare la durezza del presidente, che la invitò nuovamente ad obbedire all'editto imperiale. Irene, nonostante avesse assistito alla condanna delle sue sorelle maggiori, fu risoluta 
Dulcezio emise allora una seconda sentenza contro di lei:
«Le tue sorelle, conformemente all'ordine impartito, furono bruciate vive secondo la sentenza. Quanto a te, perché sei stata colpevole anche in precedenza, sia per la fuga, sia per aver nascosto questi scritti e queste pergamene, io ordino che tu non sia affatto privata della vita alla stessa maniera, ma ordino che, mediante la costrizione degli agoranomoi di questa città e dello schiavo pubblico Zosimo, tu sia esposta nuda in un bordello, ricevendo dal palazzo del governatore un unico pane al giorno; e gli agoranomoi non permetteranno che tu ti allontani.»
Il presidente fece allora requisire tutti i cofanetti di gioielli di Irene, e bruciare gli scritti. Sempre secondo la Lanata, più che una condanna definitiva, questa voleva essere una sorta di violenta intimidazione, forse a farle rispettare l'editto di Diocleziano, o forse a confessare i nomi dei suoi complici.
Irene rimase nel lupanare per qualche giorno, ma, evento straordinario e che ha dell'incredibile, nonostante la sua giovane età e la sua avvenenza: «per la grazia dello Spirito Santo che la proteggeva e la conservava pura per il Dio Signore di tutte le cose, nessuno osò avvicinarla, o anche arrivare a rivolgerle una parola ingiuriosa».
Allora Dulcezio fece richiamare di nuovo la santa al suo cospetto e disse:
«Persisti sempre nella tua follia?» Irene disse: «Non è follia, ma pietà.»
Il governatore, emise, quindi la sua ultima e definitiva sentenza contro Irene:
«Poiché Irene non ha voluto ubbidire all'ordine degli imperatori e sacrificare, e per di più venera una setta detta cristiana, per questo motivo, come anche in precedenza le sue sorelle, ho ordinato che anch'essa sia bruciata viva».
Era il primo aprile del 304: Irene arrivò sul luogo del supplizio pregando: salì da sola sulla catasta di legname ardente e, mentre cantava salmi ed inni al Signore, consumò il proprio atroce martirio.

### I documenti: glihypomnematadi Tessalonica

Le tre sorelle martiri, Agape, Chionia e Irene

A Pio Franchi de' Cavalieri spetta il merito di aver scoperto la redazione autentica dei documenti processuali di Agape, Chionia ed Irene, e di averne preparato un'edizione nel 1902, corredandola di preziose note critiche; ancora oggi questo è il solo ed unico documento primitivo ed autentico che ci testimonia la vita delle tre sorelle. Tale rinvenimento ha permesso di correggere diversi errori e di colmare molte lacune negli scritti custoditi dalla Chiesa che narrano la vita delle sante martiri.
I cristiani che, durante il periodo delle persecuzioni di Diocleziano, erano imprigionati, prima di essere condannati al martirio dovevano subire un processo. Durante il suo svolgimento, un compilatore prendeva nota di tutto ciò che avveniva durante le varie sedute, riportando fedelmente i gesti e i dialoghi che avvenivano tra i vari personaggi; tutti questi verbali (quelli tessalonicesi erano detti ypomnemata) erano conservati negli archivi proconsolari della città in cui il processo si svolgeva.
Il compilatore che ha redatto questi verbali doveva certamente essere tessalonicese: si capisce dalle parole di elogio per la città e dallo stile della narrazione. Egli è stato molto scrupoloso nella compilazione degli atti: da un'attenta analisi del testo è possibile comprendere quanto egli sia stato fedele alle vicende che si svolsero durante il processo e la sua intenzione di non voler assolutamente falsare la realtà agli occhi del lettore. È tuttavia noto che gli ypomnemata in alcuni casi fossero accessibili al pubblico: così dovette essere di quelli di Agape, Chionia ed Irene; alcuni abitanti di Tessalonica poterono averli, forse in cambio di denaro.
Quest'ipotesi trova conferma analizzando lo stile della parte finale del documento: essa, infatti, narra in modo semplice, ed allo stesso tempo e ricco di enfasi, tutti i patimenti che l'ultima delle tre martiri dovette subire e gli ultimi istanti della sua vita. Tutto ciò contrasta nettamente con il linguaggio schematico e procedurale della parte iniziale: sicuramente, quindi, questi documenti sono stati modificati nel tempo, non per quel che riguarda il loro contenuto, che dovrebbe essere autentico (dato che lo svolgimento dei fatti è simile a quello narrato in molti altri documenti processuali dell'epoca), ma per quanto concerne lo "stile" della narrazione.
Tale supposizione è confermata dall'analisi di Giuliana Lanata; nelle sue note, ella afferma che il processo contro le sorelle Agape, Irene e Chionia occupò diverse sedute. I verbali riguardanti questi interrogatori furono successivamente collegati tra loro, in modo da costituire un unico racconto, da un agiografo che inoltre ha premesso agli atti un prologo generale, ha inserito in un ambiente narrativo di dubbia attendibilità il verbale (o parte di esso) dell'ultima seduta riguardante Irene, ed ha raccontato in un breve epilogo la fine di Irene, e comunicato la data della sentenza e della sua esecuzione: il 1º aprile del 304.
Le note della Lanata confermano inoltre l'autenticità dei fatti narrati in questi documenti, alla luce di quelle che erano le leggi in vigore in quel periodo, dello svolgimento di molti altri processi simili, di quanto prescritto dall'editto imperiale; ella manifesta soltanto alcune perplessità per quanto riguarda l'ultima parte del documento, non tanto dal punto di vista del contenuto, quanto per quel che riguarda lo stile narrativo che gli è stato impresso in seguito.
Ai tessalonicesi doveva interessare molto il ricordo delle tre sorelle, e di queste custodirono gelosamente gli atti; negli archivi proconsolari della città si trovavano forse anche le memorie della condanna di Eutichia, Filippa, Cassia ed Agatone, nominati soltanto nel primo interrogatorio: ma questi, forse perché non erano di condizione agiata (al contrario delle tre sorelle) o forse non essendo ancora neppure di Tessalonica, non destarono altrettanta attenzione.

## Culto
La santa è venerata sia dalle Chiese ortodosse orientali che dalla Chiesa cattolica, che la ricordano il 5 aprile.
Dal Martirologio Romano: "A Salonicco nella Macedonia, ora in Grecia, santa Irene, vergine e martire, che per aver disatteso l'editto di Diocleziano conservando nascosti i libri sacri fu portata in un pubblico lupanare e poi messa al rogo per ordine del governatore Dulcezio, sotto il quale anche le sue sorelle Agape e Chiona avevano precedentemente subito il martirio".
Le reliquie di Irene giunsero a Lecce in Puglia nel XIII secolo . È considerata la patrona contro i fulmini e il pericolo del fuoco, ed è raffigurata con un ramo di palma, una pira e una freccia.